# Räddningsstation Rörö

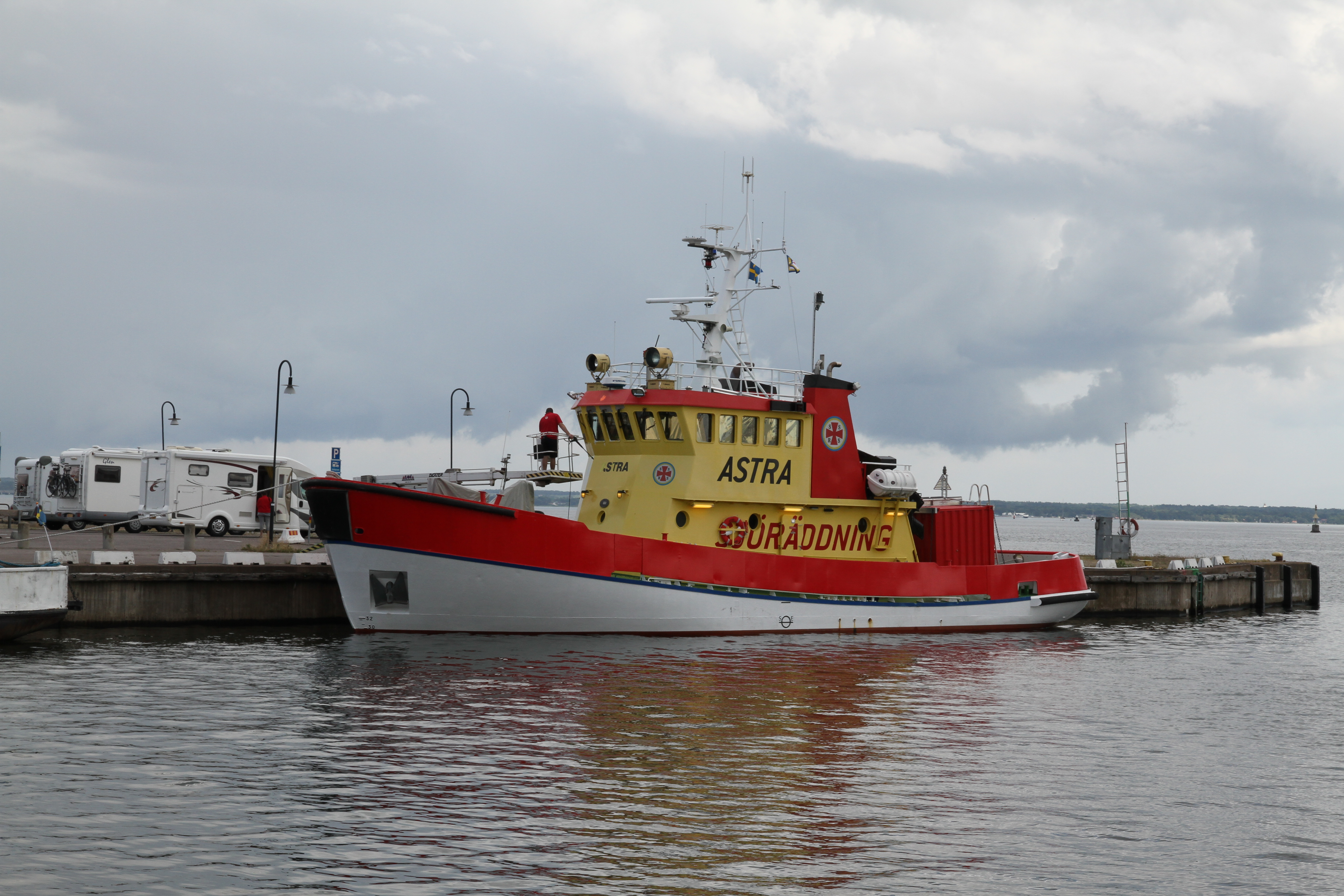
Rescue Astra i Kalmar hamn 2015

Räddningsstation Rörö är en svensk sjöräddningsstation på Rörö i Öckerö kommun inom Svenska Sjöräddningssällskapet (SSRS).
Räddningsstationen på Rörö etablerades 1917 av Sjöräddningssällskapet och var den första på västkusten med fast bemanning under vinterhalvåret. Den förste befälhavaren, som var helårsanställd, var fiskaren och trålskepparen Reinhold Utbult från Rörö, fram till 1949. Dess första fartyg var Wilhelm R. Lundgren I, som donerats av rederiet Transatlantic och namngavs efter grundaren Wilhelm R. Lundgren. Hon byggdes på Vikens skeppsvarv och var utrustad med segel och en svag motor. Åtta rederier bekostade tillsammans driften av stationen, och stationen upprätthöll patrullering mellan Pater Noster och Tistlarna, senare Nidingen, vid hårt väder.
Transatlantic finansierade också 1920 efterträdaren, Wilhelm R. Lundgren II, som var betydligt större och försedd med kraftigare motor, också från Vikens varv och byggd efter modell av Colin Archer beprövade räddningsbåtar. 
Detta räddningsfartyg tjänstgjorde ända fram till 1957. Under andra världskriget deltog Wilhelm R. Lundgren II tillsammans med Justus A. Waller från Käringön i sökandet efter ubåten Ulven utanför Stora Pölsan efter Ulvenkatastrofen i april 1943, i vilken även Reinhold Utbults värnpliktige son Alf Utbult omkom.
I maj 1957 levererades den tredje räddningsfarkosten med namn efter Wilhelm R. Lundgren. Denna livräddningskryssare var ett större fartyg än företrädaren, och konstruerad för svåra isförhållanden. Wilhelm R. Lundgren III  ersattes av Ulla Rinman 1970, uppkallad efter grundaren av stödföreningen Sällskapet Livbojen i Göteborg. Den stora isbrytande livräddningskryssaren Ulla Rinman kompletterades 1976 med den mindre och snabbare räddningsbåten Gerda Hansson, ersatt 1978 med nybyggda Elsa Golje.
Räddningsstation Rörös emottog under 2019 ett nytt räddningsfartyg, Rescue Mercedes Sanne Eliasson, byggd 2019 av Swede Ship Marine i Hunnebostrand. Fartygstypen bygger i stor utsträckning på båtarna i Victoriaklass, men har ett förlängt skrov till 14,2 meter. Rescue Mercedes Sanne Eliasson är utrustad med två Scania DI13 M072, som genererar 650 hästkrafter vardera och som driver två stycken Rolls Royce vattenjetaggregat. Fartyget har en topphastighet på 34 knop.
Stationens personal bemannar också Öckerö räddningstjänsts brandvärn på ön.

## Nuvarande farkoster
- Rescue Mercedes Sanne Eliasson ett 14,2 meter långt täckt räddningsfartyg av Sanneklass, byggt 2019
- 16-04 Rescue Märta Collin, ett 15,0 meter långt täckt räddningsfartyg av Odd Fellowklass, byggt 1998
- 8-29 Rescue Marianne Bratt, ett 8,4 meter långt öppet räddningsfartyg av Gunnel Larssonklass, byggt 2012
- Rescue Birgit Mellgren, ett 8,4 meter långt öppet räddningsfartyg av Gunnel Larssonklass, byggt 2020
- Rescuerunner MAFCAR, byggd 2021
- Miljöräddningssläp Rörö

## Tidigare farkoster i urval
- Rescue Astra, ett isklassat fartyg med stålskrov
- Wilhelm R. Lundgren I, 1917-1920
- Wilhelm R. Lundgren II, 1920-1956
- Livräddningskryssaren Wilhelm R. Lundgren III, 1956-1970
- Livräddningskryssaren Ulla Rinman 1970-2003
- Räddningsbåten Gerda Hansson, 1974-1976
- Räddningsbåten Elsa Golje, 1976-1990
- Räddningsbåten Erik Collin, 1990-1998
- Räddningsbåten Catharina af Marstrand, 1994-2012 (RIB-båt)
- Rescuerunner Oskar Andersson, 2004-2025